# Wesermünde
Wesermünde was een kreisfreie Stadt in de Pruisische provincie Hannover Duitsland. De stad kwam in 1924 tot stand door de fusie van de steden Lehe en Geestemünde. De stad, waartoe sinds 1939 ook Bremerhaven behoorde, werd in 1947 opgenomen in de Vrije Hanzestad Bremen en werd omgedoopt in Bremerhaven. 

## Geschiedenis
In 1888 werd Geestendorf al aan de stad Geestemünde gehecht en in 1924 fuseerde deze stad met Lehe tot de nieuwe stad Wesermünde. Deze stad was na Hannover en Osnabrück de derde grootste stad van de provincie en had de grootste zeehaven van de provincie. In 1927 werden Weddewarden en Schiffdorferdamm nog bij de stad gevoegd. Door een verdrag tussen Pruisen en Bremen in 1930 kwam de vissershaven onder bestuur van beide staten te staan. 
In 1935 schreef de burgemeester van de stad, Walter Delius, een brief naar het ministerie voor binnenlandse zaken met daarin de wens om de steden Wesermünde en Bremerhaven te verenigen. In 1939 werden Wesermünde en het tot de stadstaat Bremen behorende Bremerhaven dan verenigd. Het havengebied, ongeveer 8 km² groot, werd wel onder bestuur van Bremen gelaten, en is dat tot op heden nog steeds. 
Op 16 oktober 1940 werd de stad gebombardeerd. Op 17 november 1941 moesten de joden van de stad zich melden op het Bahnhof, waar ze gedeporteerd werden naar concentratiekampen en daar vermoord werden. Bij de zwaarste bombardementen op 8 september 1944 werd een groot deel van de stad verwoest. Ongeveer 97% van het stadscentrum en 75% van Geestemünde, 618 mensen kwamen om. 
Op 7 mei bezetten Britse troepen de stad. Twee dagen later werden zij afgelost door de Amerikanen die met Wesermünde en Bremen een Amerikaanse enclave kregen in de Britse bezettingszone. 
Op 21 januari 1947 werd de stad overgeheveld naar de deelstaat Bremen en werd Wesermünde Bremerhaven.